# Йордан Силянов – Пиперката
Йордан Силянов Ангелов, наричан Пиперката, е български революционер, демирхисарски войвода на Вътрешната македоно-одринска революционна организация.

## Биография
Йордан Силянов е роден на 13/23 юни 1870 година в село Козица, тогава в Османската империя, днес в Северна Македония. Отраства в крайно бедно семейство и не успява да завърши битолската гимназия. Още млад отива в България, където работи във фурна. В София се запознава с харамии, доброволци и участници в Кресненско-разложкото въстание. Заедно с войводата Дончо Златков влиза за първи път в Пиринско. В 1895 г. участва в Четническата акция на Македонския комитет заедно със Стойо войвода и Кочо Лютата.
През 1901 година е четник на Никола Русински, като след школовката при него става войвода на чета в Демирхисарско, в която влизат Гюрчин Наумов, Андрей Петров, Миале от Велмевци, Веле от Илино и Стрезо от Демирхисарските села.
До началото на Илинденско-Преображенското въстание обикаля също районите на Кичево и Крушево. Унищожава сурия турци зулумаджии. В Брезово води голямо сражение, тогава негов подвойвода е Христо Стойков, а секретар му е Лечо Настев. След март 1902 година го инспектират Георги Попхристов и Христо Узунов, заради оплаквания срещу своеволията му, но всичко му е опростено.
На Смилевския конгрес Йордан Пиперката и Димитър Матлиев са представители на Демирхисарския революционен район. През въстанието с 900 души въстаници напада албанското село Прибилци, после води бой и в местността Гюрчейца (Гюргевица), Кичевско. След опожаряването на село Цер Йордан Пиперката с още трима четници отива да разузнае района на изгорялото село. При турска засада на 28 август 1903 г. Йордан Пиперката пада поразен от турски куршум. Заедно с четниците си е погребан тържествено в село Велмевци. След смъртта на Йордан Пиперката неговото място заема първия му помощник Димитър Дечев. Йордан Пиперката остава в спомените на народа, като за него се пеят много песни.
На 28 февруари 1943 година, вдовицата му Ружа Силянова, на 64 години, родена в Козица и жителка на Крушица, подава молба за българска народна пенсия, която е одобрена и отпусната от Министерския съвет на Царство България.

## Песни за Йордан Пиперката
- Я излези Гюрго в
- Сън сънила Йорданица в
- Се собрале комитите в